# Környe
Környe là một thị trấn thuộc hạt Komárom-Esztergom, Hungary. Thị trấn này có diện tích 45,34 km², dân số năm 2010 là 4452 người, mật độ 98 người/km².